# Шеволежеры

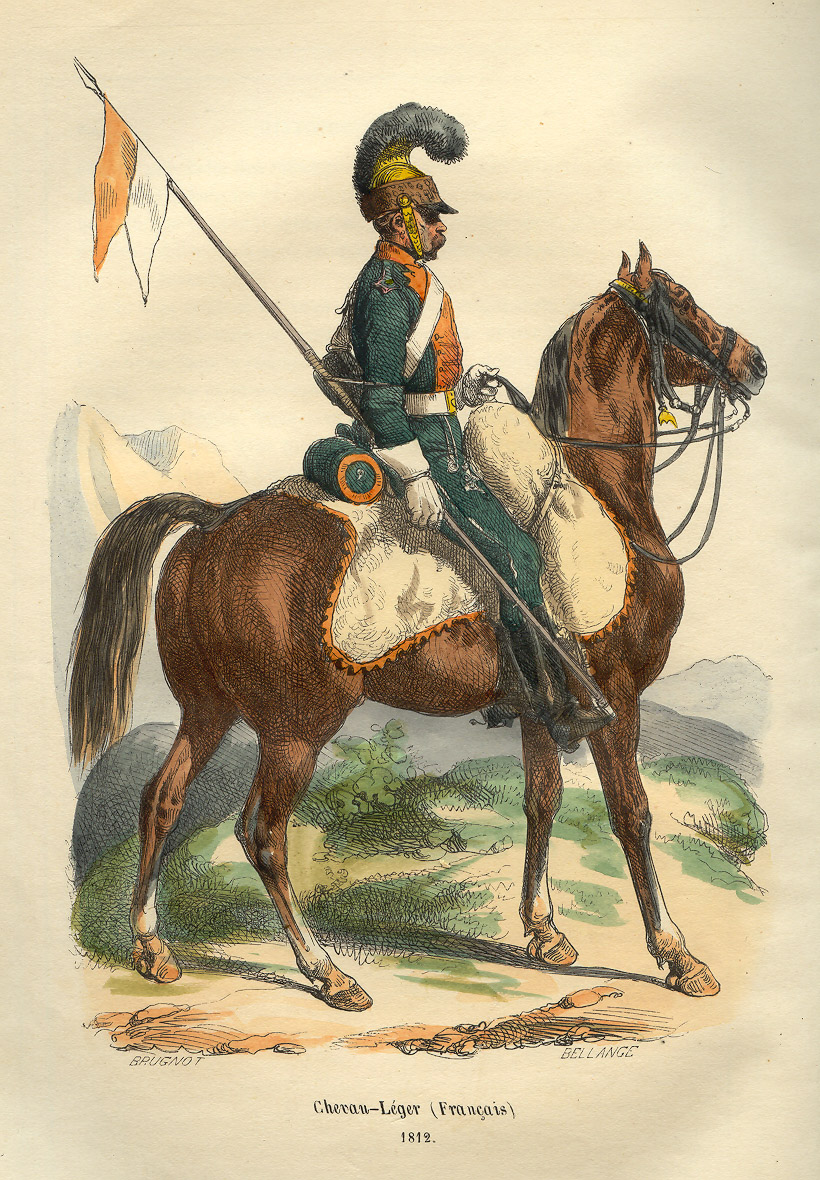
Шеволежер Наполеона, 1811—1815 годов.

Шеволежеры (фр. chevau-légers, от chevaux — лошади и léger — лёгкий) — начиная с 1811 года полки лёгкоконной кавалерии, вооруженные саблями, пистолетами и карабинами.
С момента своего появления в 1498 году и до реформ в 1792 году после Великой французской революции, термин «легкие лошади» или «легкие всадники» применялся к кавалерийским подразделениям и частям, комплектуемых из солдат (homme d'armes и hommes de trait) из третьего сословия.
В другом источнике указано что шеволежеры относились к средней коннице как и драгуны и карабинеры.

## История
Первые шеволежеры появились во Франции в 1498 году, а затем подобные воинские части были созданы в Австрии и Баварии.
В 1422 году во Франции появляются первые гвардейские роты из регламентированных «копий» — подразделений из «лучников» (hommes de trait) и кутилье, которым командует лансер или «копейщик» (homme d'armes).
В 1445 году по их подобию формируются роты полевой кавалерии из «копий», более известные как Ордонансовые роты, а также конные роты гарнизонных войск, известные как «Войска малой платы» (Mortes-payes). Комплектование этих подразделений строго регламентировано из состава дворян (noblesse), из-за чего эти роты получают название «благородных людей оружия» (Gens d’armes) или «Джентльменов» (Gentilhomme).
После Первой итальянской войны 1494-1495 годов, известной также как Итальянская война Карла VIII и больших потерь среди жандармов встает вопрос о восполнении войск и ответ находится в комплектовании кавалерийских подразделений из людей не благородного сословия.
Своё название «легкие лошади» эти отряды получают из-за того, что, в отличие от коней жандармов, которые изначально имели защиту в виде металлического барда (доспеха) или киволи из обожжённой кожи, кони солдат никакой защиты не несут.
В 1565 году упраздняют жандармов и вся полевая (армейская) кавалерия становится «легкими всадниками», из-за чего в отношении армейской кавалерии чаще начинают употреблять официальный термин «кавалерия», хотя в сословной Франции термин «легкие всадники» продолжает употребляться.
Несколько иная ситуация в гвардиях Короля и Дофина Франции, в которых присутствуют элитные роты Жандармов и роты Шево-Леже-Ле-Гард Генриха IV и Людовика XIII. И такая же ситуация будет сохраняться и в созданной при Людовике XIV в 1665 году Жандармерии Франции, в которую войдут гвардии Королевы, Дофина и Принцев крови. Именно эти гвардейские и элитные роты Шево-Леже при ротах жандармов, для отличия их от армейских и получат название Кавалер-Гард.
Самыми известными Шево-Леже являются существующая с 1572 по 1593 года рота Генриха III Наваррского, а также созданная им в 1602 году, уже когда он был королём Франции, рота Шево-Леже-Ле-Гард XVIII Дофина Франции (Людовика XIII), в рядах которой (с 1611 года Шево-Леже-Ле-Гард Короля) в 1622 году появятся две бригады (60 человек) конных мушкетёров, которые и станут основой для созданной в 1629 году и воспетой Дюма роты мушкетёров гвардии.
После буржуазной революции во Франции происходит отказ от старых названий и терминов, которые связаны с социальным делением по сословиям и термин «легкие всадники» исчезает из оборота. Королевская гвардия и Жандармерия Франции Старого режима упразднены, а 27 полков армейской кавалерии в ходе реформы 1792 года получают официальное название Кавалерийских полков для баталии. В их состав с номером 8 входит бывший полк кирасир Короля (создан в 1665 году).
До начала XIX века аналог шеволежер существовал практически во всех европейских государствах. Они назывались совершенно по-разному и в каждой из стран имели свою специфику. Так, ещё в XV веке при жандармах Испании (hombre de armas) существовал свой аналог «легких лошадей»  — жинеты (jinete или ginete) в мавританском стиле, а затем заимствованные у итальянцев эстрадиоты (estradiote), а затем созданные в 1574 году карабинеры.
В Священной Римской империи на смену жандармам из дворян Верхней Австрии Максимилиана I, известных как küraßieren, приходят отряды из солдат «всадников» (reiter), которые эволюционируют до рейтар-пистольеров, которые в корне поменяют применение кавалерии на поле боя и которых на поле боя с их «сабельной тактикой» заменят кирасиры и драгуны.
В начале XIX века возникла необходимость в кавалерии, вооружённой пиками, для прорыва брешей в рядах противника, в которые могли бы устремляться конные полки кирасир и драгун. В центральной и Восточной Европе в вековых противостояниях Польши и России такая кавалерия существует. В Российской империи это в первую очередь казаки, а в Польше это получившие к этому времени пики уланы, которых хоть и с большой оговоркой, можно назвать преемниками польских ординарных жандармов — крылатых гусар.
Однако не все государства были готовы вводить у себя уланские полки в силу дороговизны и специфики их обмундирования, не говоря уже о казаках. Поэтому во Франции часть драгунских полков переформировали в полки лёгкоконной кавалерии, вооружённые саблями и пиками, но имеющие более привычную кавалерийскую форму, близкую к драгунской. Таких кавалеристов стали называть по исторической традиции шеволежерами-лансье. В армии императора Наполеона I шеволежеры, вместе с конными егерями, составляли основную часть лёгкой кавалерии.
К началу XX века сохранились лишь шесть подобных полков в Баварии и двенадцать в Италии.